# Gynoplistia polita
Gynoplistia polita är en tvåvingeart som beskrevs av Edwards 1923. Gynoplistia polita ingår i släktet Gynoplistia och familjen småharkrankar. Inga underarter finns listade i Catalogue of Life.